# One Step More and You Die
One Step More and You Die é o segundo álbum de estúdio da banda japonesa de post-rock Mono, lançado em 2002.

## Faixas
1. "where am i" - 2:41
2. "com(?)" - 15:53
3. "sabbath" - 4:50
4. "mopish morning, halation wiper" - 2:54
5. "a speeding car" - 8:50
6. "loco tracks" - 6:38
7. "halo" - 7:42
8. "giant me on the other side" - 1:37